# Чемпионат СССР по современному пятиборью
Чемпионат СССР по современному пятиборью — ежегодное внутрисоюзное соревнование по современному пятиборью, проводимое под эгидой Федерации современного пятиборья СССР и Всесоюзного комитета по физической культуре (Министерство спорта СССР). Медали разыгрывались в личном и командном первенстве. После распада Советского Союза с 1993 года стали проводиться Чемпионаты России по современному пятиборью.

## Развитие современного пятиборья в СССР
В начале 1950-х годов современное пятиборье начали культивировать с разным успехом многие союзные республики СССР.
Особую активность проявили Украинская ССР и РСФСР, которые довольно долго разыгрывали призовые места на Чемпионатах СССР и делегировали своих участников на официальные старты сборной команды Советского Союза. Но постепенно уровень подготовки регионов страны (Закавказье, Прибалтика) начал приближаться к лидерам сборной и в составе призёров Всесоюзных соревнований, в списках кандидатов в сборную СССР появились новые имена. В основном это было результатом появления новых тренерских кадров, организацией комплексных спортивных баз, совершенства методики спортивной подготовки пятиборья, увеличения календаря соревнований.
Начиная с середины 1960-х годов стали проводиться чемпионаты СССР среди юниоров (возраст спортсменов 19-21 год).
- Белоруссия

Человеком, стоящим у истоков белорусского современного пятиборья, является заслуженный тренер СССР Петр Михайлович Вегера. В 1955 году группа студентов Белорусского института физической культуры В. Савченко, В. Бадягин, В. Неживой, Клекель, Е. Попов и другие под руководством Козловского, Дексбаха и полковника запаса Трошина вписали первую строку в историю белорусского пятиборья. Секция современного пятиборья была создана при кафедре фехтования, а старшим тренером был назначен Козловский Анатолий Васильевич.
Первый чемпионат Белорусской ССР по современному пятиборью прошел в 1960 году.
- Казахстан

С 1954 года современное пятиборье начало развиваться в Казахстане. Организаторами были ст. преподаватель кафедры Казахского института физической культуры П. Г. Чулок и Ельгундиев Б. Т., старший преподаватель кафедры плавания. Команда прошла двухгодичную подготовку и была представлена на 1 спартакиаде народов СССР и заняла почётное 4 место после Армении, РСФСР, «Москвы», в личном зачёте Анатолий Ким стал шестым. В 1958-59 КазИФК проводит специализацию по советскому пятиборью. Многие юноши пожелали заниматься новым видом спорта среди них были В. Минеев, Б. Сариев, В. Тренкин, М. Каукарбеков, О. Колесников, Ю. Гардеев и другие. В дальнейшем из этих спортсменов получились хорошие тренеры.
1947 год. Проведено первое Первенство СССР по современному пятиборью. Соревнования проводились в рамках Всесоюзных соревнований по конному спорту в Москве с 20 по 24 августа.
Инициаторами проведения турнира были зачинатели пятиборья в Советском Союзе Алексей Варакин и первый чемпион г. Москвы Олег Логофет. Помощь в проведении соревнований и полную поддержку оказал Московский комитет по физической культуре и спорту, а также конно-спортивные школы ДСО «Пищевик» и спортивного клуба Московского военного округу.
1952 год. Создана Всесоюзная секции современного пятиборья (Федерация современного пятиборья СССР), которая в том же году стала членом УИПМБ (Международный союз современного пятиборья и биатлона). В том же году пятиборье было включено в Единую всесоюзную спортивную классификацию. В 1974 в СССР занималось пятиборьем около 5 тысяч спортсменов, в том числе около 250 мастеров спорта, 38 заслуженных мастеров спорта и заслуженных тренеров.
1953 год. В Москве проведен первый официальный чемпионат СССР по современному пятиборью. Впервые медали разыгрывались в личном и командном первенстве.
1955 год. В Ереване проведен первый Всесоюзный месячный учебно-методический сбор начинающих тренеров союзных республик, Москвы, Ленинграда и других крупных городов СССР, в целях повышения квалификации тренерских кадров, обмена опытом работы и обеспечения правильного методического руководства подготовкой спортсменов-пятиборцев. Там же состоялся первый пленум Всесоюзной секции пятиборья.
1956 год. Проведено первое первенство СССР по четырёхборью (без конного кросса).
- Всего с 1947 по 1991 годы было проведено 40 турниров среди мужчин и 7 чемпионатов среди женщин. В 1992 году был проведен чемпионат СНГ, а начиная с 1993 года стали проводиться Чемпионаты России.

## Мужчины
- Первым чемпионом СССР стал московский армеец Алексей Варакин. Первенство СССР состоялось летом в 1947 году в Москве. Соревнования проводились в рамках Всесоюзных соревнований по конному спорту.
- Первый официальный чемпионат СССР прошел в 1953 году под эгидой Федерации современного пятиборья СССР, которая была создана в 1952 году. В соревнованиях принимали участие только мужчины. Медали разыгрывались в личном и командном зачете. Звание чемпиона СССР завоевал Игорь Новиков (Динамо, Армянская ССР), в командном первенстве первое место завоевала команда Вооруженных Сил. С 1953 года чемпионаты СССР стали проводиться ежегодно.
- Самый молодой чемпион СССР в личном первенстве: Нефедов Василий  Москва завоевал звание чемпиона СССР в 1978 году в возрасте 20 лет 4 месяцев и 3 дней.
- Самый возрастной чемпион СССР в личном первенстве: Борис Онищенко  Киев завоевал звание чемпиона СССР в 1976 году в возрасте 38 лет 8 месяцев и 3 дней.
- 27 спортсменов становились Чемпионами СССР в личном первенстве.

4-х кратным чемпионом является Игорь Новиков (1953, 1956, 1959, 1964).
3-х кратные чемпионы СССР:
Владимир Шмелёв (1971, 1972, 1975)
Борис Онищенко (1969, 1970, 1976).
2 раза побеждали на чемпионатах СССР:
Борис Пахомов  Москва (1957, 1961)
Виктор Захаренко  Армянская ССР (1963, 1966)
Павел Леднев  Украинская ССР (1968, 1973)
Александр Мишнев  Украинская ССР (1974, 1977)
Игорь Шварц  Московская область (1985, 1987)
Вахтанг Ягорашвили  Грузинская ССР (1986, 1988).
- Эдуард Зеновка — является единственным пятиборцем, который выигрывал звание чемпиона СССР (1990) и России (1998) в личном первенстве.

## Женщины
Женское пятиборье в СССР начало развиваться в начале 80-х годов. С 1981 года стали проводиться соревнования в Москве, Львове, Краснодаре. Сборная команда СССР дебютировала на чемпионате мира в 1982 году заняв почетное 6 место.
- Первый официальный Всесоюзный турнир был проведен в 1984 году во Львове. Соревнования проводила Федерация современного пятиборья СССР, были приглашены все сильнейшие пятиборки Советского Союза. Первой победительницей стала Светлана Яковлева, Вооруженные Силы (Москва), впоследствии заслуженный мастер спорта СССР, первая чемпионка мира по современному пятиборью в личном первенстве среди советских спортсменок-пятиборок.
- Первый официальный Чемпионат СССР по современному пятиборью среди женщин был проведён в 1985 году в городе Львов Украинской ССР.
- Первой чемпионкой СССР стала Ирина Киселева (Вооружённые Силы, Москва).
- Всего 5 спортсменок становились чемпионами СССР в личном первенстве.

Двукратные чемпионы СССР в личном первенстве:
Ирина Киселева (Вооруженные Силы, Москва) (1985, 1987).
Татьяна Чернецкая (Вооруженные Силы, Динамо Москва) (1986, 1990).
- Екатерина Болдина  Москва — единственная пятиборка, которая является чемпионкой СССР (1988) и чемпионкой России (1993) в личном первенстве.

## Сведения о чемпионатах СССР
| Мужчины         | Мужчины | Мужчины        | Мужчины                              | Женщины                 | Женщины | Женщины | Женщины                              |
| Номер           | Год     | Город          | Победитель                           | Номер                   | Год     | Город   | Победитель                           |
| XXXIX           | 1991    | Москва         | Алексей Борисенко · Белорусская ССР  | VII                     | 1991    | Москва  | Светлана Султанова · Башкирская АССР |
| XXXVIII         | 1990    | Москва         | Эдуард Зеновка · Москва              | VI                      | 1990    | Таллин  | Татьяна Чернецкая · Москва           |
| XXXVII          | 1989    | Таллин         | Сергей Штепу · Молдавская ССР        | V                       | 1989    | Минск   | Жанна Горленко · Белорусская ССР     |
| XXXVI           | 1988    | Ленинград      | Вахтанг Ягорашвили · Грузинская ССР  | IV                      | 1988    | Киев    | Екатерина Болдина · Москва           |
| XXXV            | 1987    | Кишинёв        | Игорь Шварц · Московская область     | III                     | 1987    | Киев    | Ирина Киселева · Москва              |
| XXXIV           | 1986    | Москва         | Вахтанг Ягорашвили · Грузинская ССР  | II                      | 1986    | Москва  | Татьяна Чернецкая · Москва           |
| XXXIII          | 1985    | Львов          | Игорь Шварц · Московская область     | I                       | 1985    | Львов   | Ирина Киселева · Москва              |
| XXXII           | 1984    | Москва         | Михаил Новиков · Армянская ССР       | Всесоюзные соревнования | 1984    | Львов   | Светлана Яковлева · Москва           |
| XXXI            | 1983    | Москва         | Алексей Хапланов · Москва            |                         |         |         |                                      |
| XXX             | 1982    | Киев           | Анатолий Старостин · Москва          | Всесоюзные соревнования | 1982    | Львов   | Ольга Резникова · Москва             |
| XXIX            | 1981    | Москва         | Игорь Брызгалов · Грузинская ССР     |                         |         |         |                                      |
| XXVIII          | 1980    | Ростов-на-Дону | Евгений Липеев · РСФСР               |                         |         |         |                                      |
| XXVII           | 1979    | Киев           | Валентин Рогов · Белорусская ССР     |                         |         |         |                                      |
| XXVI            | 1978    | Москва         | Василий Нефедов · Москва             |                         |         |         |                                      |
| XXV             | 1977    | Таллин         | Мишнев Александр · Украинская ССР ВС |                         |         |         |                                      |
| XXIV            | 1976    | Москва         | Борис Онищенко · Украинская ССР      |                         |         |         |                                      |
| XXIII           | 1975    | Ереван         | Владимир Шмелёв · РСФСР              |                         |         |         |                                      |
| XXII            | 1974    | Москва         | Мишнев Александр · Украинская ССР ВС |                         |         |         |                                      |
| XXI             | 1973    | Москва         | Павел Леднев · Украинская ССР        |                         |         |         |                                      |
| XX              | 1972    | Москва         | Владимир Шмелёв · РСФСР              |                         |         |         |                                      |
| IXX             | 1971    | Москва         | Владимир Шмелёв · РСФСР              |                         |         |         |                                      |
| XVIII           | 1970    |                | Борис Онищенко · Украинская ССР      |                         |         |         |                                      |
| XVII            | 1969    | Москва         | Борис Онищенко · Украинская ССР      |                         |         |         |                                      |
| XVI             | 1968    | Москва         | Павел Леднев · Украинская ССР        |                         |         |         |                                      |
| XV              | 1967    | Москва         | Эдуард Сдобников · Москва            |                         |         |         |                                      |
| XIV             | 1966    | Москва         | Виктор Захаренко · Армянская ССР     |                         |         |         |                                      |
| XIII            | 1965    | Львов          | Альберт Мокеев · Москва              |                         |         |         |                                      |
| XII             | 1964    | Москва         | Игорь Новиков · Армянская ССР        |                         |         |         |                                      |
| XI              | 1963    | Москва         | Виктор Захаренко · Армянская ССР     |                         |         |         |                                      |
| X               | 1962    | Москва         | Валерий Пичужкин · Украинская ССР    |                         |         |         |                                      |
| IX              | 1961    | Москва         | Борис Пахомов · Москва               |                         |         |         |                                      |
| VIII            | 1960    | Москва         | Ханно Сельг · Эстонская ССР          |                         |         |         |                                      |
| VII             | 1959    | Москва         | Игорь Новиков · Армянская ССР        |                         |         |         |                                      |
| VI              | 1958    | Москва         | Александр Тарасов Ленинград          |                         |         |         |                                      |
| V               | 1957    | Москва         | Борис Пахомов · Москва               |                         |         |         |                                      |
| IV              | 1956    | Москва         | Игорь Новиков · Армянская ССР        |                         |         |         |                                      |
| III             | 1955    | Ростов-на-Дону | Константин Сальников · Москва        |                         |         |         |                                      |
| II              | 1954    | Ростов-на-Дону | Павел Ракитянский · Москва           |                         |         |         |                                      |
| I               | 1953    | Москва         | Игорь Новиков · Армянская ССР        |                         |         |         |                                      |
| Первенство СССР | 1947    | Москва         | Алексей Варакин · Москва             |                         |         |         |                                      |

## Чемпионат СНГ 1992 года
Открытый чемпионат СНГ (Содружество Независимых Государств), собравший сильнейших пятиборцев России и 8 государств прошел в Москве с 20 по 24 марта 1992г.
|             | Мужчины                       | Мужчины                          | Мужчины                   | Женщины                              | Женщины | Женщины |
| ----------- | ----------------------------- | -------------------------------- | ------------------------- | ------------------------------------ | ------- | ------- |
| Чемпион     | Серебро                       | Бронза                           | Чемпионка                 | Серебро                              | Бронза  |         |
| Москва 1992 | Сташкявичус Г. · Литва · 5762 | Фелшьдман И. · Кыргызстан · 5742 | Юферов Г. · Россия · 5726 | Елизавета Суворова · Москва · Динамо |         |         |

```
В соревнованиях среди мужчин спортсмены заняли следующие места:
```

4. Д. Сватковский (Россия) - 5685
5. Г. Бремель  (Украина)  - 5680
6. И. Панин  (Украина) - 5661